# 上平間 (川崎市)
上平間（かみひらま）は、神奈川県川崎市中原区の大字である。住居表示未実施区域。

## 地理
中原区最東端、多摩川とJR南武線に挟まれた地域である。工業地帯と住宅地が混在し、平間銀座商店街として商業地も形成されている。

### 地価
住宅地の地価は、2024年（令和7年）1月1日の公示地価によれば、上平間字古下河原564番41の地点で36万6000円/m²、2024年（令和6年）7月1日時点の神奈川県地価調査では上平間字四谷前1700番319の地点で39万円/m²となっている。

## 歴史

### 沿革
- 1924年（大正13年）7月1日 - 橘樹郡御幸村が川崎市に編入し、川崎市上平間となる。
- 1972年（昭和47年）4月1日 - 川崎市が政令指定都市に指定され、中原区が設立。川崎市中原区上平間となる。

## 世帯数と人口
2025年（令和7年）6月30日現在（川崎市発表）の世帯数と人口は以下の通りである。
| 大字   | 世帯数    | 人口     |
| ------ | --------- | -------- |
| 上平間 | 5,631世帯 | 10,717人 |

### 人口の変遷
国勢調査による人口の推移。
| 年                 | 人口   |
| ------------------ | ------ |
| 1995年（平成7年）  | 9,116  |
| 2000年（平成12年） | 9,509  |
| 2005年（平成17年） | 9,616  |
| 2010年（平成22年） | 10,139 |
| 2015年（平成27年） | 10,358 |
| 2020年（令和2年）  | 10,788 |

### 世帯数の変遷
国勢調査による世帯数の推移。
| 年                 | 世帯数 |
| ------------------ | ------ |
| 1995年（平成7年）  | 3,634  |
| 2000年（平成12年） | 3,875  |
| 2005年（平成17年） | 4,082  |
| 2010年（平成22年） | 4,471  |
| 2015年（平成27年） | 4,677  |
| 2020年（令和2年）  | 5,202  |

## 学区
市立小・中学校に通う場合、学区は以下の通りとなる（2022年3月時点）。
| 番・番地等                                                            | 小学校               | 中学校             |
| --------------------------------------------------------------------- | -------------------- | ------------------ |
| 1～170番、218～299番 310～332番、372～375番 378番、2000番以降         | 川崎市立玉川小学校   | 川崎市立玉川中学校 |
| 171～217番、300～309番 333～371番、376〜377番 379～430番 1152～1999番 | 川崎市立平間小学校   | 川崎市立平間中学校 |
| 431～1151番                                                           | 川崎市立下河原小学校 | 川崎市立平間中学校 |

## 事業所
2021年（令和3年）現在の経済センサス調査による事業所数と従業員数は以下の通りである。
| 大字   | 事業所数  | 従業員数 |
| ------ | --------- | -------- |
| 上平間 | 226事業所 | 1,800人  |

### 事業者数の変遷
経済センサスによる事業所数の推移。
| 年                 | 事業者数 |
| ------------------ | -------- |
| 2016年（平成28年） | 232      |
| 2021年（令和3年）  | 226      |

### 従業員数の変遷
経済センサスによる従業員数の推移。
| 年                 | 従業員数 |
| ------------------ | -------- |
| 2016年（平成28年） | 1,427    |
| 2021年（令和3年）  | 1,800    |

## 交通

### 鉄道
域内に鉄道路線はないが、西側を南武線が通過しており、平間駅までは最短で200メートルほどである。

### バス
主に南北方向に路線バスが運行されている。
営業所
- 川崎市バス上平間営業所

バス停
- ガス橋
- 上平間住宅前
- 北谷町
- 天神台
- 平間銀座
- 八幡神社前

### 道路・橋梁
- ガス橋 - 多摩川対岸の東京都大田区下丸子とを結ぶ

## 施設
- 神奈川県立川崎工科高等学校
- 川崎市立平間小学校
- 川崎市立平間中学校
- 川崎市立下河原小学校
- 平間こども文化センター
- 平間幼稚園
- 平間乳児保育園
- 平間公園 - 中央部に川崎市の姉妹都市であるリエカ市（クロアチア）から寄贈された記念彫刻像があり、代表的な樹木であるトチノキがその像を囲む。また園内にはプール（平間公園水泳場）も設置されている。敷地面積は 15,690 m²。
- 中原警察署上平間交番
- 中原消防署玉川出張所
- 平間浄水場
- 丸子ポンプ場
- 河川敷ゲートボール場
- 西福寺 - (上平間420[18])
- 法田寺
- 八幡神社
- 点満天神社

## その他

### 日本郵便
- 郵便番号 : 211-0013[3]（集配局 : 中原郵便局[19]）

### 警察
町内の警察の管轄区域は以下の通りである。
| 番・番地等 | 警察署     | 交番・駐在所 |
| ---------- | ---------- | ------------ |
| 全域       | 中原警察署 | 上平間交番   |

## 関連文献
- 「上平間村」『新編武蔵風土記稿』 巻ノ64橘樹郡ノ7、内務省地理局、1884年6月。NDLJP:763984/27。